# Le Chemin Saint-Jacques
Le Chemin Saint-Jacques est le treizième roman de la femme de lettres canadienne Antonine Maillet. Publié en 1996, ce roman en deux parties raconte les voyages de Radi/Radegonde pendant la quête de ses origines ; c'est la deuxième partie de la trilogie commençant par On a mangé la dune et se terminant par Le Temps me dure.